# Loriano Cipriani
Loriano Cipriani (San Vincenzo, 30 settembre 1962) è un ex calciatore italiano, di ruolo attaccante.

## Carriera
Cresciuto nelle giovanili della Juventus, ha giocato soprattutto nelle serie minori collezionando quasi 200 presenze in Serie B. Ha contribuito alla prima storica promozione del Lecce in Serie A nella stagione 1984-1985.

## Palmarès
- Scudetto Dilettanti: 1

Taranto: 1994-1995